# 厳木ダム
厳木ダム（きゅうらぎダム）は、佐賀県唐津市、一級水系松浦川水系厳木川に建設されたダムである。
国土交通省九州地方整備局が管理を行う国土交通省直轄ダムであり、一級水系松浦川水系治水と利水を目的とした特定多目的ダム法に基づく特定多目的ダムとして建設された、高さ117メートルの重力式コンクリートダム。ダムによって形成された人造湖は、さよの湖（さよのうみ）と命名された。

## 概要
佐賀県を代表する一級河川松浦川は、流域の年間降水量が全国平均よりも多く、しかも雨の降る時期が夏に集中する傾向があり、これまで台風や大雨などにより川が増水や氾濫するなどして、水害が多発していた。そのため大雨になれば川が増水して水害発生の心配があり、厳木ダムの建設が計画され、1987年（昭和62年）に完成した。
ダムに隣接して厳木ダム管理支所が設置されており、平日は8時30分から17時15分まで、土休日は9時から17時の間ダムカードの配布を行っている。
厳木ダムは、揚水式水力発電を行う天山発電所の下部調整池の役割がある。ダム湖右岸の中ほどに放水口があり、上部調整池である天山ダムとの間に地下水圧管が敷設されている。主に昼間は大規模な太陽光発電や風力発電で電力需要以上に発電してしまった電力を利用し揚水し、太陽光発電の出力が落ちる夕方以降に水を流下し発電し、発電出力の平準化を担っている。
なお、当ダムから約2.5km上流には九州電力が管理する「厳木発電所取水ダム」（地元地名から、通称は下田ダム）があり、当ダム完成による改名以前はこちらが厳木ダムと称していた。

## 佐用の湧水
ダムに隣接する厳木ダムスポーツ公園には湧水があり、それを活用しようと地元住民のボランティア活動で湧水水汲み場に屋根付けをした。その後、愛称を募集し、平成17年8月1日に、「佐用の湧水（さよのみず）」と発表した。名称はダム湖のさよの湖にちなんでいる。

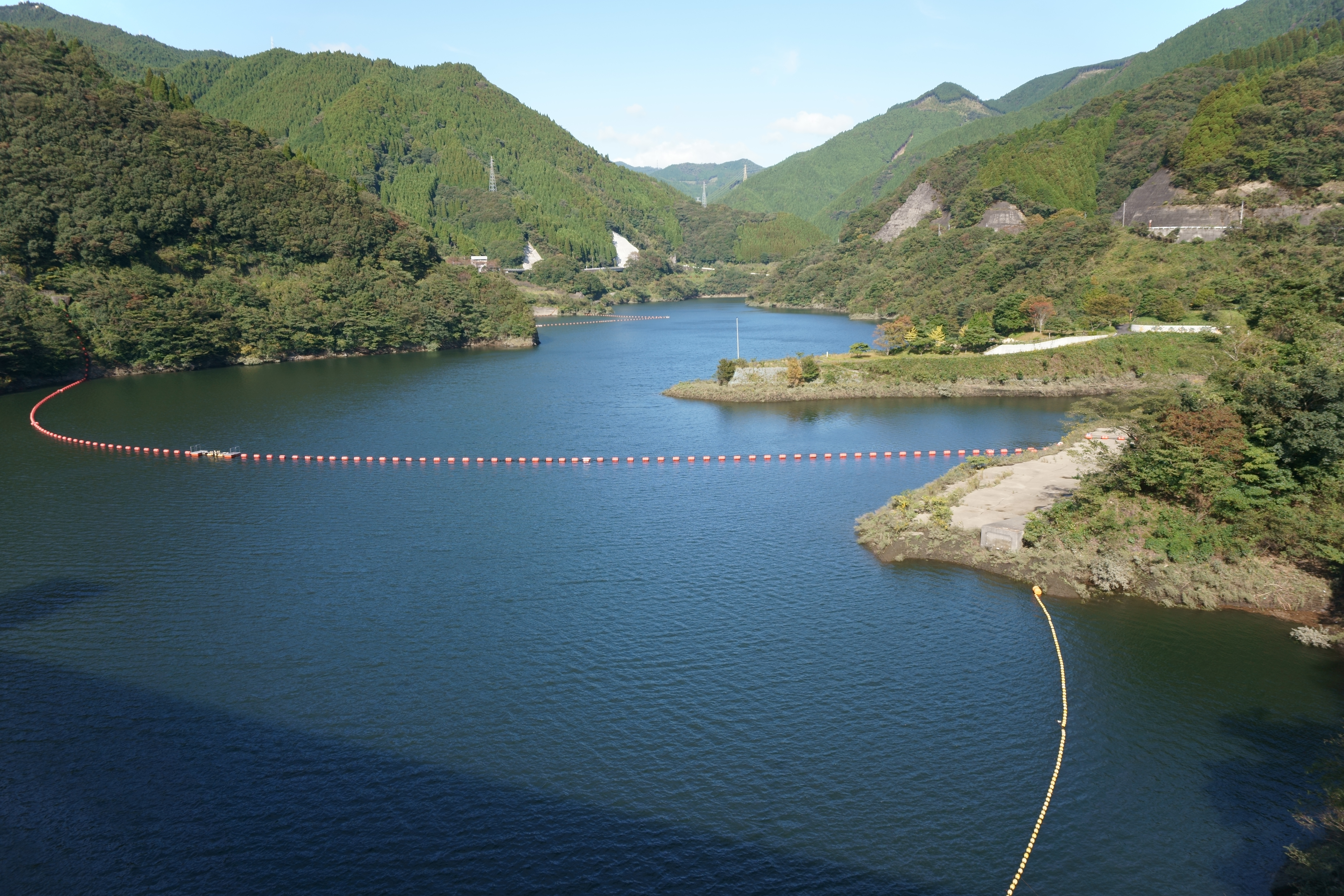
ダム湖「さよの湖」
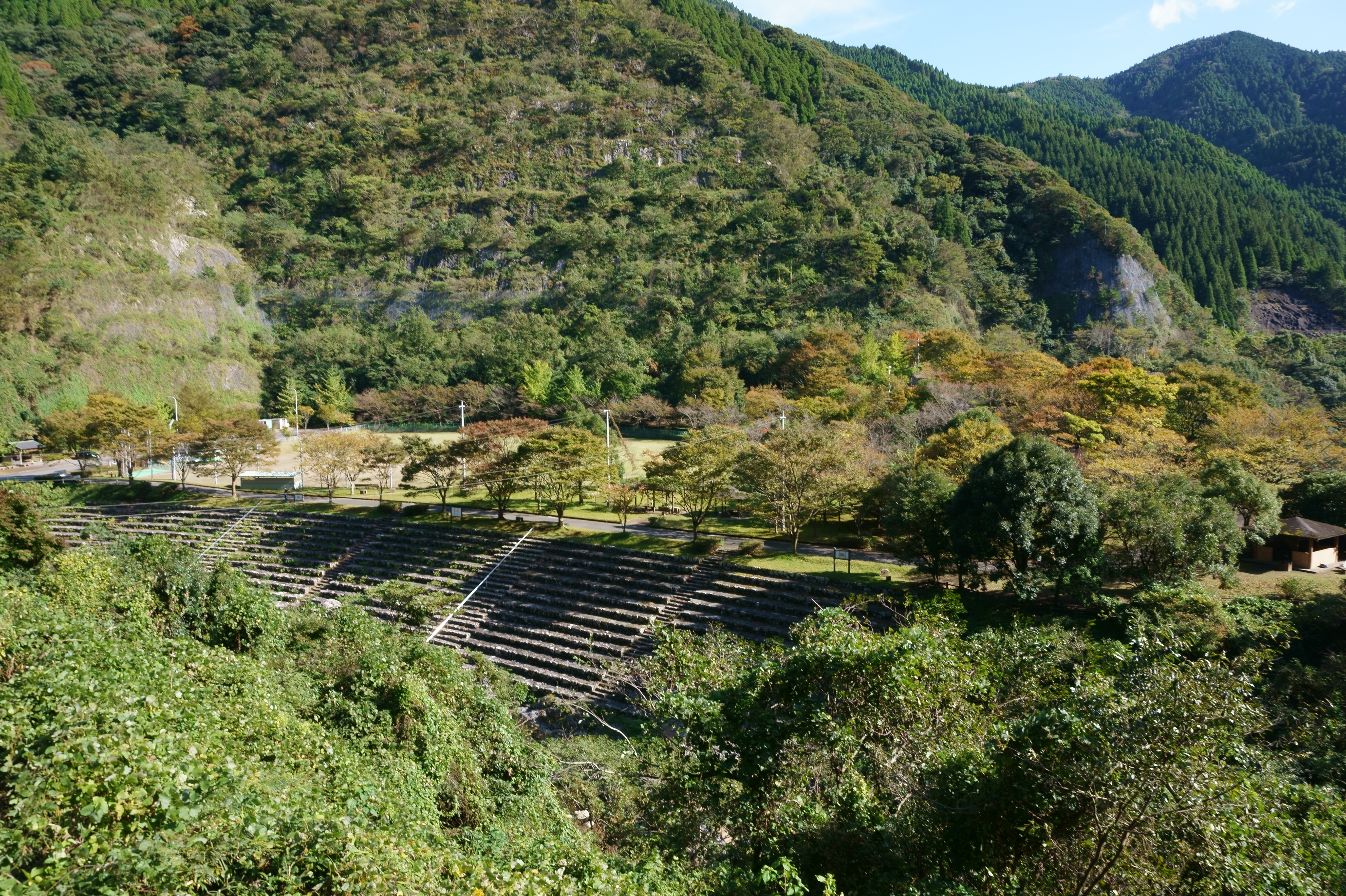
ダム直上流のスポーツ公園・キャンプ場

## アクセス
JR唐津線厳木駅より車で約15分、長崎自動車道多久ICより車で約20分。県道厳木富士線がダム湖右岸を通っており、厳木方面や富士方面とを結ぶ。